# 欺瞞作戦

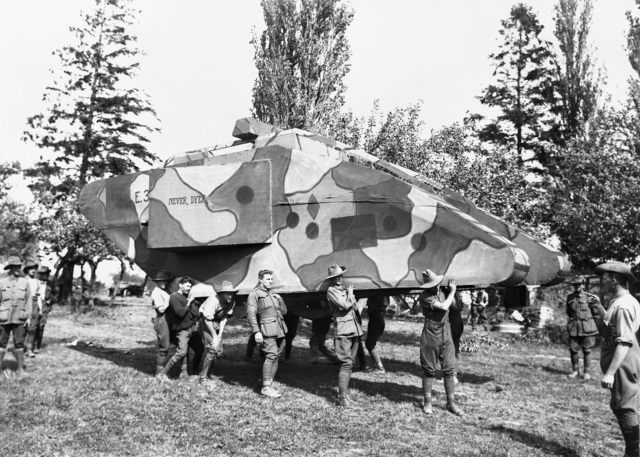
第一次世界大戦でオーストラリア軍が用いたダミー戦車

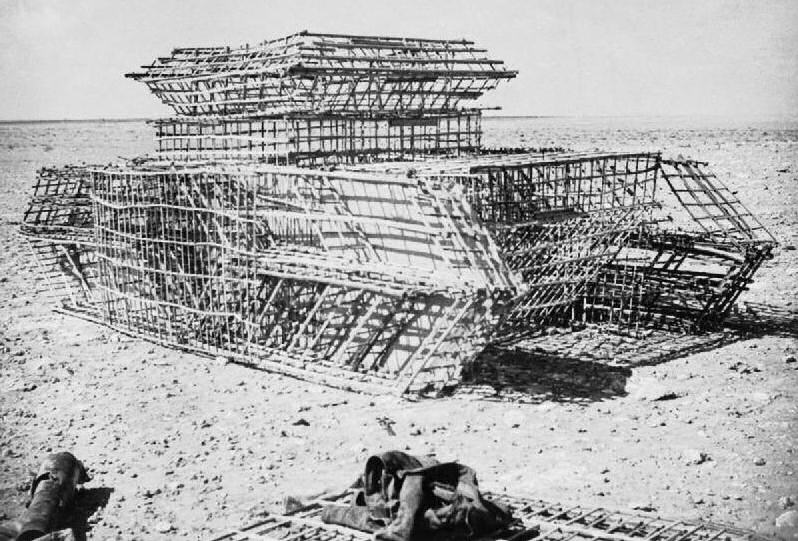
第二次世界大戦のエジプトで行われたバートラム作戦に向けた戦車のデコイを開発するイギリス軍Middle East Command Camouflage Directorate

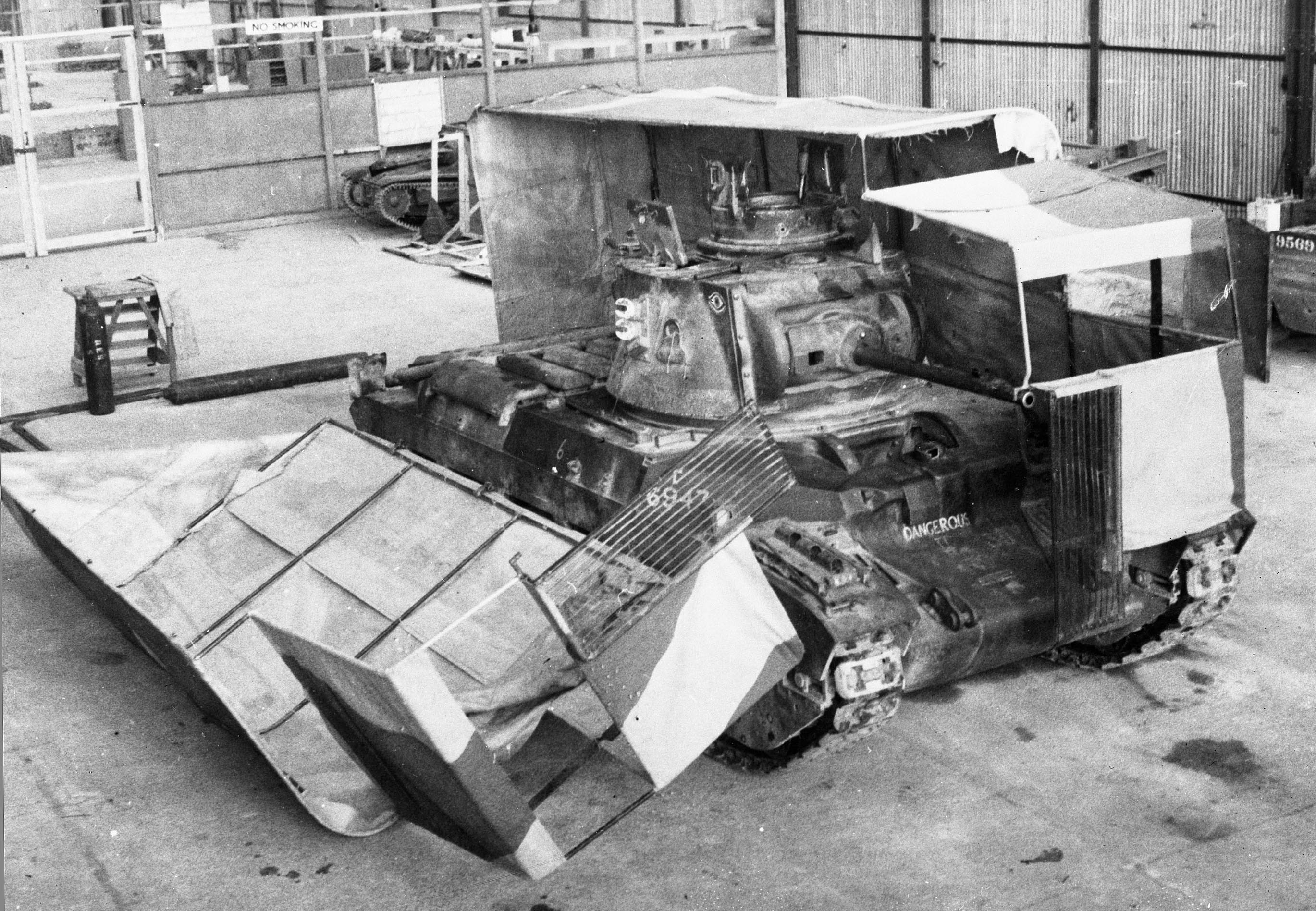
Middle East Command Camouflage Directorateで開発されたトラックの偽装『Sunshield』

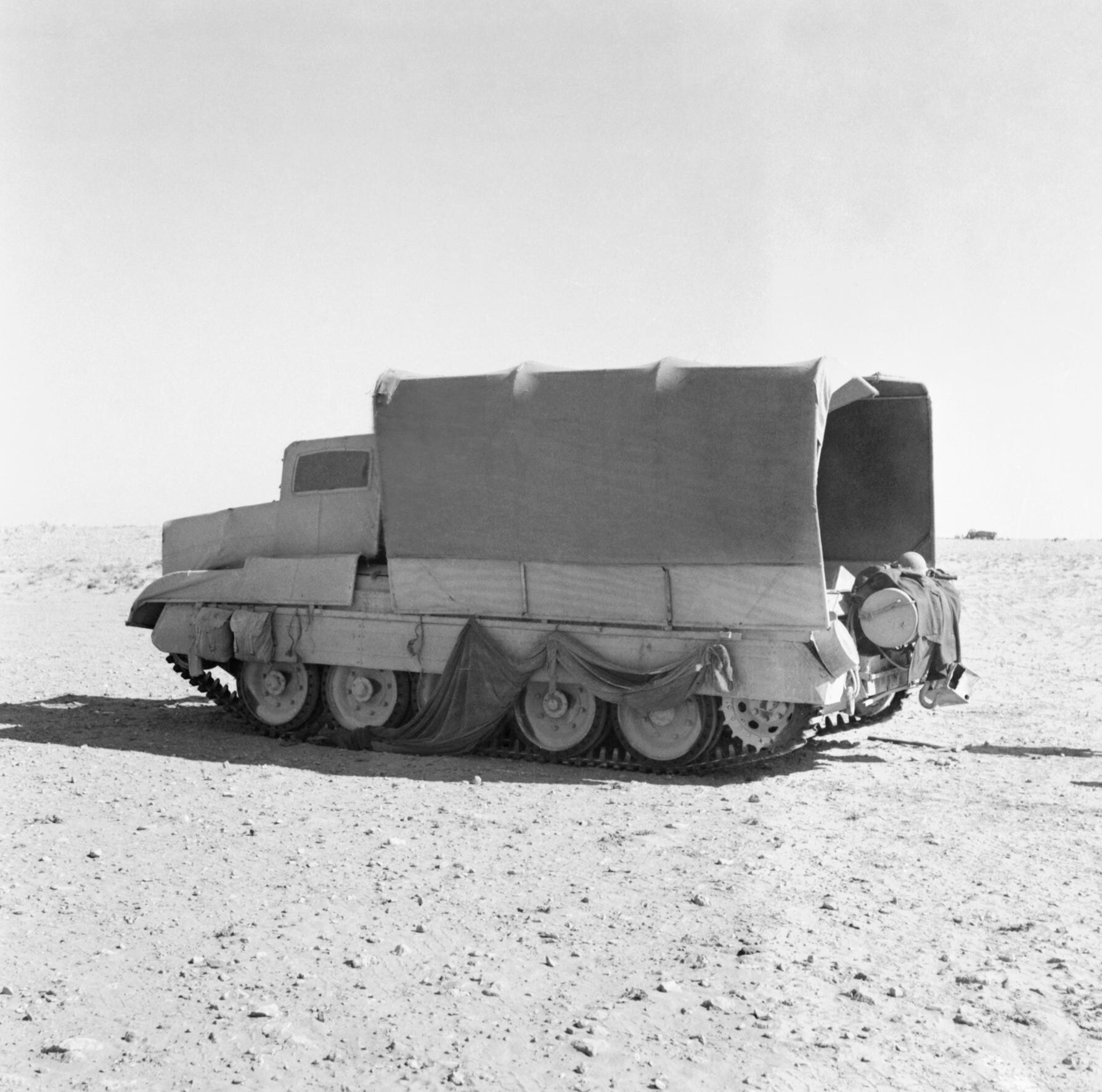
バートラム作戦で『Sunshield』をまとったクルセーダー巡航戦車

軍事における欺瞞作戦（ぎまんさくせん、英語: military deception）とは、敵軍に誤った認識を与えることを目的として行われる作戦。情報戦の一部。

## 概要
戦争における欺瞞作戦は古くから東西で行われている。具体的な方法としては兵力を偽る、相手に偽情報を渡す、カモフラージュ、見せ掛けの撤退で追撃を誘う、敵を誘導して戦術的包囲に持ち込むなどがある。

## 歴史
『孫子』に、策謀によって勝利を収める方法と、相手の策謀を見抜くことの重要性が説かれている。紀元前341年の馬陵の戦いでは、斉軍が退却する際、食料の煮炊きに使うかまどを徐々に減少させ、魏軍の大将龐涓に、斉軍の兵が逃亡していると油断させた。西洋ではハンニバルがしばしば用いた。またフィクションの分野ではトロイア戦争のトロイアの木馬や、三国志演義における計略、太平記における楠木正成の活躍といった伝説や物語でも描かれている。しかしこうした作戦は、騎士道や後世の武士道などの道徳的立場からは卑劣な手段としてしばしば軽蔑された。
近代的戦術の基礎を築いたナポレオン・ボナパルトもしばしば戦術的な欺瞞を用いた。アウステルリッツの戦いでは、フランス軍が弱体であるという情報を流して決戦に持ち込み、大勝を収めている。第二次ボーア戦争では、マフィケングの防衛に当たったロバート・ベーデン＝パウエルが偽の町や要塞、地雷を作って敵を誘導し、戦力を減少させることに成功している（マフィケング包囲戦）。
第一次世界大戦では航空機による偵察が実用化されたため、兵力を偽装するためのデコイが本格的に用いられるようになった。

### 第二次世界大戦中の欺瞞作戦
第二次世界大戦では欺瞞作戦の規模も著しく大きいものとなり、戦略としての欺瞞作戦が行われた。イギリス軍のダッドレー・クラークは特殊任務の情報参謀として数々の諜報・情報分野に関わった。1942年の第二次エル・アラメイン会戦では、クラークが欺瞞作戦の統括を行った。イギリス軍の進出方向をごまかすため大規模なパイプラインや戦車を偽装し、ドイツ軍に完全な奇襲効果をもたらした。また1942年にクラークは欺瞞作戦を統括するロンドン管理課を創設している。
1943年のシチリア島上陸作戦（ハスキー作戦）前には、MI5が主導したミンスミート作戦で上陸先を誤認させることに成功した。そして1944年のノルマンディー上陸作戦に先立ってはボディガード作戦と呼ばれる巨大な欺瞞作戦計画が建てられ、実際の軍司令官をも動員して架空の軍団を偽装したフォーティテュード作戦など複数の作戦により、ドイツ軍に対して上陸の意図を偽装することに成功した。またドイツのスパイ網を逆用し、偽情報をつかませることもあった。この作戦はダブルクロスシステムと呼ばれる。
一方で大戦末期のドイツはアルプス地帯に巨大な要塞群が存在するという偽情報を流し、西側連合軍の進出を一定程度抑制することに成功した（アルプス国家要塞）。

### 第二次世界大戦後
1960年代、ソビエト連邦はアメリカの弾道ミサイルの命中精度向上を憂慮し、地図上の都市や鉄道の位置を実際の位置と異なる場所に記載していた。レニングラードなど西部の都市例では概ね20km前後のズレがあった。